# Climbing Hill
Climbing Hill è un census-designated place (CDP) degli Stati Uniti d'America, situato nello stato dell'Iowa, nella contea di Woodbury. Secondo il censimento del 2020 gli abitanti di Climbing Hill ammontavano a 97.

## Storia
La comunità prese il nome dal primo colono e direttore delle poste, la cui casa era su un terreno elevato e non poteva essere raggiunta se non salendo su una collina. Il nome fu mantenuto, sebbene la comunità fu spostata più volte ed infine situata su un terreno pianeggiante intorno al 1867.